# らいぶdeキッチン
『らいぶdeキッチン』は、2007年10月1日から2008年9月29日までフジテレビで放送されていた『ハピふる!』の11時台枠の料理コーナー。

## 概要
「ハピふる!」と同じスタジオ内で制作・生放送されている。また、出演者も代わり、石本沙織アナウンサーと料理人が出演する。（ちなみに、2008年8月4日～2008年8月8日の期間石本アナの夏休み休暇中は、ハピふるで出演中の野島アナが代理アシスタントを務めた。）の料理人も今までは週替わりだったが、日替わりの出演に変更になった。

## 日替わり料理人
- 月曜日：コウケンテツ（料理研究家）
- 火曜日：笠原将弘（「賛否両論」店主）
- 水曜日：茂出木浩司（「たいめいけん」3代目店主）
- 木曜日：田村亮介（「麻布長江」料理長）
- 金曜日：佐志原佑樹（「オステリア スゲロ」オーナーシェフ）

## 放送時間
- 2007年10月1日～2008年9月26日 月～金曜10:50ごろ～11:10ごろ（JST）

## 過去に放送されたフジテレビの料理番組
- 夕食ばんざい!
- 郁恵のお料理がんばるゾ!
- 郁恵の今日何にする?
- 郁恵・井森のお料理BAN!BAN!
- 郁恵・井森のデリ×デリキッチン
- おしえて!うれしぴ

## 備考
- 前身の『おしえて!うれしぴ』同様、『ハピふる!』本編をネットせずにこのコーナーのみ単体番組として時差放送する地域もあるが、当該局でもCM入りの際の『ハピふる!』のロゴ及びジングルは差し替えられずにそのまま放送されている。